# Ritratto di ignoto e di sua moglie (van Orley)
Il Ritratto di ignoto e di sua moglie è un doppio dipinto a olio su tavola (32x29 cm il ritratto maschile, 37x29 quello femminile) di Bernard van Orley, databile alla prima metà del XVI secolo e conservato nella Galleria degli Uffizi a Firenze.

## Storia e descrizione
Il dittico è ricordato per la prima volta nell'inventario della Guardaroba Granducale nel XVIII secolo, con attribuzione a Hans Holbein. Nel 1769 il ritratto femminile venne visto in Tribuna da Domenico Maria Manni.
L'ipotesi attributiva venne messa in discussione ai primi del XX secolo da Max Friedländer, che fece il nome del van Orley per primo, venendo poi sostanzialmente confermato dagli studi seguenti.
Van Orley fu il pittore ufficiale della corte della reggente dei Paesi Bassi Margherita d'Austria. Si dedicò anche, soprattutto nella prima parte della sua carriera, a ritratti di privati, come quello degli Uffizi, che mostra una coppia in due tavole simmetriche, voltati di tre quarti l'uno verso l'altro su uno sfondo scuro. L'uomo guarda verso lo spettatore, mentre lo sguardo della donna sta fisso sul marito, quasi a significare la gerarchia domestica. Forte è l'individuazione fisiognomica dei due, con un abbigliamento sobrio, in linea con le correnti religiose dell'epoca. Le mani non sono ancora della tipologia "parlante", ma hanno un importante ruolo nel vivacizzare la composizione. Quella destra dell'uomo è vicina ala petto, mentre quelle della donna sembrano appoggiate a un ipotetico parapetto lungo il bordo inferiore della tavola, come tipico dei ritratti fiamminghi, e reggono un paio di guanti.